# 三森英逸
三森 英逸（みもり えいいつ、大正4年（1915年）9月8日 - 没年不詳）は、昭和の郷土史家。秋田県仙北郡大曲町（現大仙市）出身。

## 来歴
先祖は由利郡矢島（由利本荘市矢島町）の人。江戸時代の前に大曲村に移住。代々、義右衛門を名乗り、子孫は大曲に残った者、角館町（仙北市角館）に分家した者、のちに東京都へ移住した者がいるのだと云う。
旧陸軍の経理学校を卒業後、第二次世界大戦が始まり、召集され戦地へ。復員後に大曲少史編纂に関わる。1959年（昭和34年）4月10日、「仙北友報」創刊。仙北友報（現・三森印刷）代表。秋田県歴史調査委員、大曲市郷土史編纂委員、大曲文化財審議委員。

## 著書
記載がないものは仙北友報、三森印刷発行
1. 町制施行六十周年記念『大曲少史編纂』（1951年、大曲役場）
2. 大曲市郷土史資料「徳川時代の雄物川筋舟場と商人について」、「かつての大曲の民俗信仰について」（1960年3月、大曲市教育委員会編）
3. 大曲市年表　大曲市民生活史「附録・大曲農民小史」（1969年12月）
4. 追憶　―小山田富治とかち夫人の生涯（1972年7月、小山田富治）
5. 大曲市年表・大曲市民生活史（1973年6月）
6. 大川寺界隈「大曲市と周辺の史跡・第一集」（1973年、大曲市生涯教育センター）
7. 大曲市の歴史（1975年7月）
8. 仙北郡の歴史（1978年8月）
9. 仙北の歴史（1979年、仙北町）
10. 大曲、仙北の歴史物語・上巻（1980年9月）
11. 大曲のまちなみと住人の歴史（1982年7月）
12. 大曲、仙北の歴史物語・下巻（1983年7月）
13. 各時代の代表女性史考と仙北女性の歴史（1984年8月）
14. 大曲仙北町風土記（1987年1月）
15. 秋田県近代総合年表（1988年3月、無明舎出版）
16. 丸子川、玉川水系の歴史と古城とロマン（1991年）
17. 大曲市史・第1巻「資料編」（1999年7月）
18. 大曲市史・第2巻「通史編」（1999年7月）
19. 大曲・仙北戦後50年の歩み（1999年8月、灯隅舎出版企画）

## 脚註
1. ↑  三森 1982, p. 102.
2. 1 2  三森 1975, p. 175.